# Nikolay Mihaylov
Nikolay Mihaylov ou Nikolay Mikhailov ou, também, Nokolaj Mihaylov - em búlgaro: Николай Михайлов (Sófia, 28 de junho de 1988) é um futebolista búlgaro que atua como goleiro.

## Carreira
Nikolay é filho de Borislav Mihaylov, goleiro que defendeu a Seleção Búlgara entre 1983 e 1998. Seu avô, Bisser, também jogou futebol, nos anos 60. Uma curiosidade: os três começaram - e se destacaram - com a camisa do Levski Sofia.
Suas boas atuações com a camisa 88 o lveram a ser contratado pelo Liverpool, em 2007. Entretanto, ele acabou sendo apenas a quarta opção para o banco (Pepe Reina era o titular, Charles Itandje era o reserva imediato  e David Martin, a terceira alternativa). Sem espaço nos Reds, foi emprestado ao Twente.

## Herói diante dos lusitanos
Na partida entre o Twente e o Sporting CP pela terceira fase de classificação da Liga dos Campeões da UEFA, o titular Sander Boschker acabou expulso após cometer pênalti. Como o terceiro goleiro Cees Paauwe não daria "conta do recado", o técnico do Twente, Steve McClaren, sacou o meia Kenneth Perez e colocou o jovem goleiro em seu lugar. Mihaylov fez a torcida do Twente explodir ao defender a cobrança. Apesar de ter defendido a grande penalidade na primeira volta , o seu clube seria eliminado após o empate 1-1 , devido ao golo fora.
As suas atuações fizeram com que o Twente o contratasse em definitivo, em 5 de fevereiro de 2010.

## Seleção Búlgara
Mihaylov havia defendido a Seleção Sub-21 da Bulgária entre 2005 e 2009. Ainda com apenas 18 anos, ele foi convocado pela primeira vez para a equipe principal. Seu debut deu-se contra a Escócia, pela Copa Kirin de 2006. Disputou sua primeira partida inteira contra a Letônia, chegando a defender um chute perigoso de Vitālijs Astafjevs. 

## Vida pessoal
Desde 2007, Nikolay tem um relacionamento amoroso com a modelo Nikoleta Lozanova, eleita Playmate no ano de 2006.